# 尼古拉·亞歷山德羅維奇·謝馬什科
尼古拉·亞歷山德羅維奇·謝馬什科博士（俄語：Никола́й Алекса́ндрович Сема́шко，1874年9月20日—1949年5月18日），俄國革命家、蘇聯政治家和學者，1918年成爲公共衛生人民委員，并擔任該職務至1930年。他是蘇聯衛生系統（通稱：“謝馬什科體系”）的創建者，醫學科學院院士（1944年）和俄羅斯蘇維埃院士（1945年）。

## 早年生活
尼古拉·謝馬什科出生在俄國奧廖爾省葉列茨附近的村莊利文斯卡亞，父親是一名教師，母親是格奧爾基·普列漢諾夫的妹妹。
1891年，謝馬什科從葉列茨體育學校畢業後，在那裏他曾經與米哈伊爾·普里什文是同學。畢業後，謝馬什科進入莫斯科大學醫學系學習。1893年，他成爲了一個馬克思主義團體的成員。1895年，因爲參與革命運動，遭到逮捕并被送回他的家鄉，處於警察的嚴格監視之下。1901年，他又從喀山大學醫學系畢業，在奧廖爾和薩馬拉當醫生。1904年，他是俄國社會民主工黨的下諾夫哥羅德委員會的積極成員，1905年俄國革命期間，由於他組織了索爾莫造船廠的罷工，再次遭到逮捕。
1906年，他去了瑞士的日内瓦，在日内瓦他遇到了列寧。1907年，謝馬什科作爲布爾什維克的日内瓦代表參加了第二國際的代表大會。1907年，瑞士警方根據1907年梯弗里斯銀行搶劫案中被判刑入獄的奧莉加·拉維奇（Сарра Равич）寫給他的一封信，將他逮捕。他獲釋之後，1908年他與布爾什維克海外中心移到巴黎。直到1910年，他在巴黎擔任俄國社會民主工黨中央為會海外局秘書，並參加了隆瑞莫的黨校。
1912年，在布拉格舉行的俄國社會民主工黨的會議上，謝馬什科提交了一份關於保險的報告，其中包括一份由列寧草擬的決議草案，會議通過了該草案。俄國二月革命之後，1917年9月他回到了莫斯科，並參與了十月革命武裝暴動的準備工作，他負責組織醫療後勤工作。

## 蘇聯時代
1917年十月革命之後，謝馬什科擔任莫斯科市議會衛生局局長。從1918年至1930年，俄羅斯加盟共和國的衛生局局長。他指導了列寧遺體解剖工作。在他的領導下，開展了防止流行病的工作，建立了母親和兒童及青少年保健制度、醫學研究機構其中包括“蘇聯國家中央公共營養研究所”（現在的“營養科學研究所”），奠定了蘇聯公共衛生的基礎。
自1921年至1949年他去世，謝馬什科一直擔任莫斯科國立大學醫學系（1931年改爲莫斯科國立謝切諾夫第一醫科大學）的社會衛生學教授。
1930年至1936年，謝馬什科在中央委員會工作，擔任改善兒童委員會主席，該委員會負責收留流浪兒童以及管理兒童疾病的預防和治療工作。1918年他也是莫斯科中央醫學圖書館和科學之家的創始人，《醫學大百科全書》（1940年-1949年）的主編，蘇共第10次、第12次以及第16次代表大會代表，曾被授予列寧勛章、勞動紅旗勛章等各項獎章。